# نغويسان يسوه
نغويسان يسوه، لاعب كرة قدم إيفواري كان يلعب في نادي إنبي .
لعب سابقاً في نادي نواذيبو الموريتاني ونادي دينغويلي الإيفواري ووقع مع النادي الأهلي القطري في عام 2016 وأعاره الأهلي إلى نادي معيذر مطلع عام 2017 و بعدها وقع مع نادي ميدان الإندونيسي.

## روابط خارجية
- نغويسان يسوه على موقع قاعدة بيانات كرة القدم.إي يو (الإنجليزية)
- نغويسان يسوه على موقع Soccerway.com (الإنجليزية)